# Delta del fiume delle Perle
Il delta del fiume delle Perle anche conosciuto come grande baia del Guangdong-Hong Kong-Macao situato nella provincia del Guangdong, nella Repubblica popolare cinese è un'area alla foce del fiume delle Perle che si getta nel mar Cinese Meridionale.

## Geografia
Questa regione è la megalopoli più popolata del pianeta con una popolazione stimata di circa 87 milioni di persone. La costa orientale del delta del fiume delle Perle (il lato di Hong Kong e Shenzhen) è più densamente popolata di quella occidentale.
In quest'area sono presenti le seguenti 9 aree metropolitane: Canton, Shenzhen, Foshan, Dongguan, Zhongshan, Huizhou, Jiangmen, Zhuhai, e Zhaoqing, oltre alle due regioni amministrative speciali di Hong Kong e Macao.